# Mistrzostwa Świata w Kolarstwie Przełajowym 1989
40. Mistrzostwa Świata w Kolarstwie Przełajowym 1989 odbyły się we francuskiej miejscowości Pontchâteau, w dniach 28 - 29 stycznia 1989 roku. Rozegrano wyścigi mężczyzn w kategoriach zawodowców, amatorów i juniorów.

## Medaliści
| Konkurencja:                 | Złoto:              | Czas      | Srebro:            | Czas     | Brąz:               | Czas     |
| Klasyfikacja mężczyzn        |                     |           |                    |          |                     |          |
| Zawodowcy (29 stycznia 1989) | Danny De Bie        | 1:00:58 h | Adrie van der Poel | + 0:24 m | Christophe Lavainne | + 0:27 m |
| Amatorzy (28 stycznia 1989)  | Ondrej Glajza       | 54:28 m   | Radomír Šimůnek    | + 0:00 m | Roger Honegger      | + 0:00 m |
| Juniorzy (28 stycznia 1989)  | Richard Groenendaal | 42:30 m   | Emmanuel Magnien   | + 0:09 m | Christian Bertotti  | + 1:07 m |

## Szczegóły

### Zawodowcy
| Medal | Zawodnik            | Narodowość | Czas      |
| ----- | ------------------- | ---------- | --------- |
|       | Danny De Bie        | Belgia     | 1:00:58 h |
|       | Adrie van der Poel  | Holandia   | + 0:24    |
|       | Christophe Lavainne | Szwajcaria | + 0:27    |
| 4     | Beat Breu           | Szwajcaria | + 0:27    |
| 5     | Henk Baars          | Holandia   | + 0:27    |
| 6     | Volker Krukenbaum   | RFN        | + 0:27    |
| 7     | Hennie Stamsnijder  | Holandia   | + 0:29    |
| 8     | Paul De Brauwer     | Belgia     | + 0:33    |
| 9     | Ivan Messelis       | Holandia   | + 0:46    |
| 10    | Bruno D'Arsié       | Szwajcaria | + 1:13    |

### Amatorzy
| Medal | Zawodnik           | Narodowość     | Czas    |
| ----- | ------------------ | -------------- | ------- |
|       | Ondrej Glajza      | Czechosłowacja | 54:28 m |
|       | Radomír Šimůnek    | Czechosłowacja | + 0:00  |
|       | Roger Honegger     | Szwajcaria     | + 0:00  |
| 4     | Peter Hric         | Czechosłowacja | + 0:00  |
| 5     | Alain Daniel       | Francja        | + 0:00  |
| 6     | Beat Wabel         | Szwajcaria     | + 0:00  |
| 7     | Daniel Maquet      | Francja        | + 0:00  |
| 8     | Miloslav Kvasnička | Czechosłowacja | + 0:00  |
| 9     | Damiano Grego      | Włochy         | + 0:09  |
| 10    | Bruno le Bras      | Francja        | + 0:13  |

### Juniorzy
| Medal | Zawodnik            | Narodowość | Czas    |
| ----- | ------------------- | ---------- | ------- |
|       | Richard Groenendaal | Holandia   | 42:30 m |
|       | Emmanuel Magnien    | Francja    | + 0:09  |
|       | Christian Bertotti  | Włochy     | + 1:07  |
| 4     | Roland Schätti      | Szwajcaria | + 1:09  |
| 5     | José Jauregui       | Francja    | + 1:11  |
| 6     | Urs Markwalder      | Szwajcaria | + 1:13  |
| 7     | Niels van der Steen | Holandia   | + 1:13  |
| 8     | Attilio Leni        | Włochy     | + 1:13  |
| 9     | Frank Esch          | NRD        | + 1:13  |
| 10    | Andreas Hubmann     | Szwajcaria | + 1:13  |

## Tabela medalowa
| Miejsce | Państwo        |   |   |   |   |
| ------- | -------------- | - | - | - | - |
| 1.      | Czechosłowacja | 1 | 1 | 0 | 2 |
| 1.      | Holandia       | 1 | 1 | 0 | 2 |
| 3.      | Belgia         | 1 | 0 | 0 | 1 |
| 4.      | Francja        | 0 | 1 | 1 | 2 |
| 5.      | Szwajcaria     | 0 | 0 | 1 | 1 |
| 5.      | Włochy         | 0 | 0 | 1 | 1 |